# Sami al-Jundi
Sami al-Jundi ( en árabe: سامي الجندي‎; 15 de diciembre de 1921-14 de diciembre de 1995) fue un político sirio baazista, seguidor de Michel Aflaq.

## Biografía
Los Aljundi son una familia de eruditos de Salamíe, en el centro de Siria, a la cual también pertenece Abd al-Karim al-Jundi, primo menor de Sami al-Jundi. Sami estudió odontología en la Universidad de Damasco y se graduó en 1944. Atraído por las ideas panarabistas de Zaki al-Arsuzi, se unió al Partido Baaz de Michel Aflaq y Salah al-Din al-Bitar en 1947. En la década de 1950 se unió al movimiento nacionalista árabe de Gamal Abdel Nasser, y Nasser lo nombró director de información y propaganda después de que Egipto y Siria se fusionaran como República Árabe Unida en 1958. El Golpe de Estado en Siria de 1961 convierte a Nazim al-Qudsi en presidente, Sami al-Jundi perdió su trabajo, y de nuevo, en el Golpe de Estado de 1963 se convirtió en ministro de Información en el gabinete de Salah al-Bitar. También fue el portavoz oficial del Consejo de Mando Revolucionario (CRC).
La ICR nombró a Aljundi primer ministro, delegándolo para formar un gabinete el 11 de mayo de 1963, pero él no lo hizo y renunció tres días después. Fue ministro de Información, Cultura y Orientación Nacional en el segundo gabinete del primer ministro Bitar, y permaneció en el gobierno del presidente Amin al-Hafez hasta octubre de 1964. En 1964 se convirtió en embajador en Francia.
Encarcelado en Siria durante algún tiempo en 1969, Aljundi se retiró a Beirut y escribió sus memorias. Después de que Israel invadiera el Líbano en 1982, regresó a Siria, pero trabajó como dentista y no participó activamente en la política.
El relato de Aljundi sobre el destino del Partido Baaz se ha caracterizado como «un retrato honesto y triste de lo que les ha ocurrido a muchos movimientos anticoloniales nacionales».

## Obras
- Arab wa Yahud [árabes y judíos], Beirut, 1968
- Sadiqi Ilyas [Mi amigo Ilyas], Beirut, 1969
- Al Ba`th [El Ba`th], Beirut, 1969
- Athadda wa Attahim [desafío y acuso], Beirut, 1969

## Orígenes delBaaz
Como estudiante de la escuela, al-Jundi asistió a conferencias políticas de Arsuzi y se convirtió en el secretario de un pequeño grupo que se autodenominó Partido de la Resurrección Árabe (Ba'ath, de بَعْث 'resurrección'). De ese período escribió:
Vivimos esta esperanza, extraños en nuestra sociedad que gradualmente aumentaron nuestro aislamiento: rebeldes contra todos los viejos valores, enemigos de todas las convenciones de la humanidad, rechazando todas las ceremonias, relaciones y religiones. Buscamos la pelea en todos los lugares donde fuimos un pico implacable (...).

 Éramos racistas ['irqiyyin], admiramos el nazismo, leímos sus libros y la fuente de su pensamiento, en particular Así habló Zaratustra de Nietzsche, los Discursos a la nación alemana y Los fundamentos del siglo XIX de HS Chamberlain, que gira en torno a la raza. Fuimos los primeros en pensar en traducir Mein Kampf.
Quien haya vivido durante este período en Damasco apreciará la inclinación del pueblo árabe al nazismo, porque el nazismo era el poder que podía servir como su campeón, y quien es derrotado amará por naturaleza al vencedor. Pero nuestra ideología era bastante diferente (...).

 Éramos idealistas y basábamos las relaciones sociales en el amor. El Maestro [Arsuzi] solía hablar de Cristo, y creo que fue influenciado por El origen de la tragedia de Nietzsche. Tomó el período preislámico como su ideal, llamándolo la edad de oro de los árabes.
El grupo de Arszuri se disolvió en 1944, pero la mayoría de los miembros pertenecían también al grupo de Michel Aflaq, también llamado Ba'ath, que creció en el Partido Ba'ath sirio.